# 2-naftolo
Il 2-naftolo (o β-naftolo) è un derivato dal naftalene.
È un isomero del 1-naftolo, dal quale differisce per la diversa posizione del gruppo idrossido sul naftalene.
A temperatura ambiente si presenta come un solido biancastro dall'odore di fenolo. È un composto nocivo, pericoloso per l'ambiente.
È solubile in alcoli semplici, eteri e cloroformio.